# Собачка-сфінкс
Собачка-сфінкс (Aidablennius sphynx) — вид риб родини Собачкових (Blenniidae). Належить до монотипічного роду Aidablennius. Мешканці скельних біоценозів і обростань. Господарського значення не мають.

## Характеристика
Сягає довжини 8 см. Надочні щупальця добре розвинені, мають вигляд вирослих вусиків або ріжок, ниткоподібні, дещо сплощені, за довжиною майже рівні діаметру ока, іноді більші. Спинний плавець має глибоку виїмку між колючими та м'якими променями, не поєнаний із хвостовим плавцем. Лоб вгнутий. Біля заднього краю невисокої трубочки передньої ніздрі є коротка, бахромчаста лопатинка. D XII 16- 17. А II 17-19. Р 14.

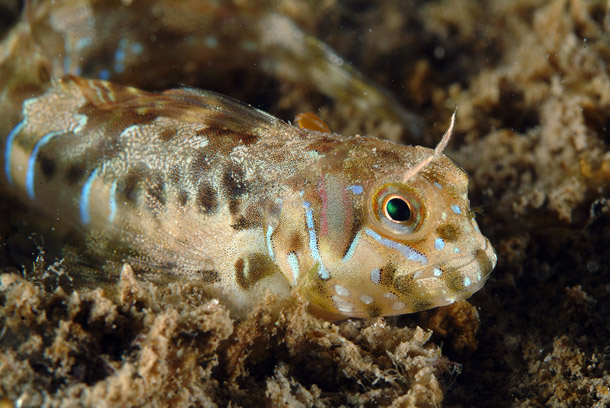
Голова собачки-сфінкса

Грудні плавці сягають початку анального плавця або заходять за нього (у молодих особин). Профіль голови спереду від очей круто спускається до кінця рила. Перші два промені анального плавця у крупних самців вкриті негроздеподібними наростами. Борозенка над верхнею губою добре розвинена. На верхній щелепі 32-37 зубів, на нижній — 27-35, обидва крайні збільшені у вигляді іклів, більш крупних на нижній щелепі.
Бічна лінія має різкий загин вниз над кінцем грудного плавця, її канал попереду до загину суцільний, на самому початку з кількома направленими назад гілками, на загині у вигляді відкривающихся попереду і ззаду порами окремих відрізків; далі нечітка. Підочний канал з поперечними гілками, що відходять донизу, де відкриваються більшим числом пір.
Забарвлення сіро-зеленувате, темніше на спині, на боках має 6-7 поперечні бурі смуги, що частково переходять на спинний плавець, верхній край якого — димчастий. Анальний плавець жовто-бурий з темною облямівкою. Грудні плавці жовтуваті або сіро-жовтуваті, з двома поперечними бурими смугами та червонуватими променями. Хвостовий плавець червонуватий, з двома або трьома поперечними смугами. Довжина тіла до 7 см, зазвичай 4-6 см.

## Ареал
Поширений у східній Атлантиці біля берегів Марокко, також у Середземному і Чорному морях. В Україні зустрічається біля берегів Криму і в Одеській затоці.

## Особливості біології

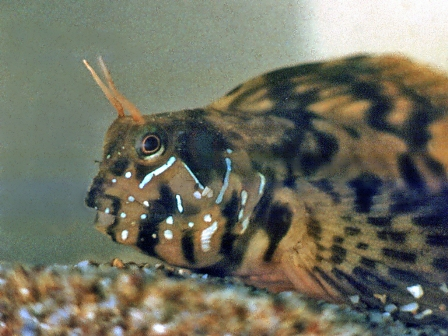
Самець собачки-сфінкса

Зустрічається на мілководній, кам'янистій літоралі, відкритій сонячним променям і прибою. Особливо на горизонтальних, вкритих водоростями терасах. Живиться бентосними безхребетними і водоростями. В норах серед камінь відкладають клейку ікру., яку обороняють самці.

## Охорона
На більшій частині ареалу стан природних популяцій виду залишається більш-менш стабільним. Саме тому він, згідно з Червоним списком МСОП, отримав охоронний статус «відносно благополучний вид». Але в окремих регіонах спостерігається тенденція до зниження чисельності популяції виду. Тому собачка-сфінкс занесений до Червоної книги Чорного моря (охоронна категорія: вид, вразливий в українському секторі Чорного моря).